# Kebon Manggis
Kebon Manggis is een plaats (wijk) - (kelurahan) in het bestuurlijke gebied Matraman, Jakarta Timur (Oost-Jakarta) in de provincie Jakarta, Indonesië.  De plaats telt 15.297 inwoners (volkstelling 2010).